# Растов, Николай Васильевич
Николай Васильевич Растов (1845—1913) — юрист, адвокат; депутат Государственной думы IV созыва от Рязанской губернии.

## Биография
Родился 13 (25) апреля 1845 года в Рязани. Происходил из дворян Рязанской губернии.
Окончил Рязанскую гимназию и юридический факультет Московского университета (1868). Поступил  кандидатом на судебные должности в Рязанский окружной суд. В 1870 году был назначен  судебным следователем по Сапожковскому уезду и, пробыв в этой должности около 11 лет, в 1881 году назначен членом Рязанского окружного суда. В 1905 году получил чин действительного статского советника. В 1911 году вышел в отставку с годовой пенсией в 2100 руб. С 1910 года — гласный Рязанской городской думы.
С 1911 года — присяжный поверенный округа Московской судебной палаты. В 1905 году вступил в Конституционно-демократическую партию.
Участвовал в выборах во Государственные Думы II и III созывов, но дважды не набрал необходимого числа голосов.
21 октября 1912 избран в Государственную думу IV созыва от Второго съезда городских избирателей Рязанской губернии. Вошёл в состав Конституционно-демократической фракции. Член Комиссии по местному самоуправлению.
22 января 1913 года[по какому календарю?] внезапно умер прямо во время заседания кадетской фракции. На место Растова 25 июня 1913 года на дополнительных выборах от 2-го съезда городских избирателей был избран земец А. В. Иванов.

## Семья
- Жена — Мария Яковлевна Растова (Осипова) (25 март 1854, Клин — декабрь 1918)[3]
  - Дочь — Елена Николаевна Карандеева (Растова) (14 апреля 1876 —?)[4], её сын Константин Борисович Карандеев, физик, член-корреспондент АН СССР.
  - Сын — Александр Николаевич Растов (23 июня 1877—1 мая 1950)[5]
  - Дочь — Зинаида Николаевна Юрьева (Растова) (16 декабря 1885  — ?)[6]
  - Сын — Ардальон Николаевич Растов (4 июля 1889  — после 1925)[7], его сын Ардалион Ардалионович Растов, инженер-конструктор.
  - Сын — Борис Николаевич Растов (13 февраля 1893—после 1924)[8]

### Рекомендуемые издания
- Рязанская энциклопедия. — Рязань, 2002. — Том 3.

### Архивы
- Российский государственный исторический архив. — Ф. 1278. — Оп. 9. — Д. 657.